# 北打鐵坑
北打鐵坑，原稱打鐵坑，是臺灣新竹縣新埔鎮的一個傳統地域名稱，位於該區東北部。相較於今日行政區，其範圍大致與新北里相近。

## 歷史
台灣清治末期至日治初期，北打鐵坑地區為一街庄，稱為「打鐵坑庄」，隸屬於竹北二堡。該庄北與汶水坑庄為鄰，東與三洽水庄為鄰，南邊為大旱坑庄、大茅埔庄，西邊為鹿鳴坑庄。
1901年（日治明治三十四年）11月，全台廢縣廳改設二十廳，該庄隸屬於新竹廳。1909年（明治四十二年）10月，合併二十廳為十二廳，該庄隸屬不變。1920年（大正九年），廢十二廳改設五州二廳，該庄改制並改名為「北打鐵坑」大字，隸屬於新竹州新竹郡新埔庄，大字下有「打鐵坑」、「大北坑」小字名。1941年，新埔庄升格為新埔街。
戰後新埔街改制為新埔鎮，隸屬於新竹縣，大字亦改制為里。1950年桃、竹、苗分治，新埔鎮隸屬不變。

## 交通
鄉道竹71線北接區道桃71線，共同形成楊梅老坑口至新埔照門的道路，大致以縱向轉東北－西南走向經過北打鐵坑地區，向北可前往蕭厝、老坑口後與鄉道桃67線交會；向西可前往鹿鳴坑、照門國中與縣道115號相會。